# Уткино (Ленинградская область)
Уткино (до 1948 — Кайпиала, фин. Kaipiala) — посёлок в Полянском сельском поселении Выборгском районе Ленинградской области.

## Название
Финское название деревни происходит, предположительно, от личного имени первопоселенца.
26 июня 1947 года решением расширенного заседания исполкома Кайпиальского сельсовета депутатов трудящихся деревня Кайпиала была переименована в деревню Зелёная Долина. Однако рабочие подсобного хозяйства завода «Невгвоздь», размещённого в деревне, вынесли решение переименовать её в деревню Молодёжная. На это работники Койвистовского исполкома ответили решением присвоить деревне наименование Невская. Но, и это решение стало неокончательным, так как комиссия по переименованиям утвердила для неё название Уткино. 

## История
Деревня Кайпиала состояла из двух частей: Хиетала и Ихантала. 
В 1904 году в деревне была основана народная школа, в 1907 году — молодёжное общество.

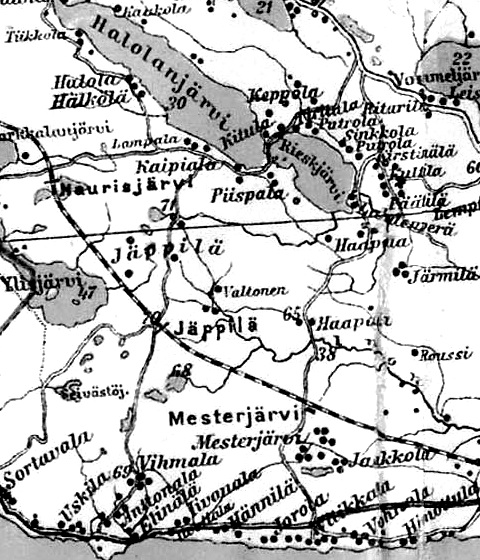
Деревня Кайпиала на финской карте 1923 года

До 1939 года деревня Кайпиала входила в состав волости Уусикиркко Выборгской губернии Финляндской республики, в деревне насчитывалось 25 домов.
Согласно административным данным 1966, 1973 и 1990 годов посёлок Уткино входил в состав Полянского сельсовета.
В 1997 году в посёлке Уткино Полянской волости проживали 2 человека, в 2002 году — 6 человек (русские — 83 %).
В 2007 году в посёлке Уткино Полянского СП проживали 6 человек, в 2010 году — 15 человек.

## География
Посёлок расположен в южной части района на автодороге 41К-433 (подъезд к пос. Уткино).
Расстояние до административного центра поселения — 8 км.
Расстояние до ближайшей железнодорожной платформы Яппиля — 6 км. 
Посёлок находится на юго-западном берегу озера Красногвардейское.

## Демография
| 2007 | 2010 | 2017 | 2021 |
| ---- | ---- | ---- | ---- |
| 6    | ↗15  | ↘6   | ↗17  |

## Улицы
Береговая, Весёлая, Вишнёвская, Владимирская, Журавлиная, Красногвардейская, Кристальный переулок, Лесная, Озёрная, Подгорная, Полевая, Роз переулок, Солнечная, Соловьиный проезд, Тихая, Хлебный проезд, Черничная, Энергетиков.